# Michael van den Ham
Michael van den Ham, né le 2 août 1992 à Brandon, est un coureur cycliste canadien, spécialiste du cyclo-cross.

## Palmarès en cyclo-cross
- 2013-2014
  -  Champion du Canada de cyclo-cross espoirs
- 2014-2015
  - 3e du championnat du Canada de cyclo-cross
- 2015-2016
  - Verge NECXS #3, Northampton
- 2017-2018
  -  Champion du Canada de cyclo-cross
  - Major Taylor Cross Cup #2, Indianapolis
  -  Médaillé de bronze du championnat panaméricain de cyclo-cross
- 2018-2019
  -  Champion du Canada de cyclo-cross
  -  Médaillé d'argent du championnat panaméricain de cyclo-cross
- 2019-2020
  -  Champion du Canada de cyclo-cross
  - PTBOCX, Peterborough
  - Ruts 'n' Guts #1, Broken Arrow
  - Resolution 'Cross Cup #1, Garland
  - Resolution 'Cross Cup #2, Garland

## Palmarès sur route
- 2014
  - 3e étape du Tour de Bowness
  - 2e du Tour de Bowness